# Affaire Gianni Bekiaris
Pour un article plus général, voir Abus sexuels dans l'Église catholique en Italie.
Gianni Bekiaris ou Jean Bekiaris est un prêtre italien accusé d'agressions sexuelles à l'encontre d'un enfant de 8 ans jusqu'à la majorité de ce dernier.

## Biographie
Gianni Bekiaris, né en 1962, a été ordonné prêtre en 1989. Il a été curé dans plusieurs paroisses de Ciociaria au sud de Rome dont Ceprano avant d'être déplacé dans la région de  Campanie.
En 1996, la victime, un garçon alors âgé de 8 ans, est violée pour la première fois par Gianni Bekiaris, curé de Ceprano, lors d'un voyage, dans une chambre d'hôtel,. Les agressions durent pendant 10 ans jusqu'à sa majorité.
La victime contacte, en 2011, l'évêque Ambrogio Spreafico (it) pour l'informer des agressions. Celui-ci contacte les parents et un règlement financier de 112 000 euros est conclu avec la famille. En 2014, à la fin du procès ecclésiastique, il est fait interdiction à Gianni Bekiaris d'exercer son ministère auprès d'enfants. De plus il est laissé à « l’évaluation discrétionnaire de l’évêque du diocèse de Frosinone-Veroli-Ferentino le soin d’imposer des mesures restrictives temporaires au ministère du Révérend Bekiaris ». Toutefois, la victime a demandé que le prêtre soit réduit à l’état laïc. Or, à la fin du procès ecclésiastique, et malgré l’aveu d’abus sexuels, Gianni Bekiaris est maintenu en tant que prêtre. La victime décide alors de se tourner vers la magistrature ordinaire pour obtenir justice,.
Le procès civil du prêtre débute en 2016 et se poursuit jusqu’en 2019. Les juges du tribunal de Frosinone le reconnaissent coupable. Toutefois compte tenu du délai de prescription les charges à son encontre sont abandonnées,.
En février 2022, la BBC, télévision d’État britannique, diffuse le documentaire Italy’s Hidden Sins  dans le cadre d’une enquête sur les prêtres pédophiles en Italie avec un focus sur l'affaire Gianni Bekiaris. Le documentaire montre le prêtre célébrer une messe en présence d'un enfant. Interrogé par un journaliste, le prêtre, qui vit dans le diocèse de Frosinone-Veroli-Ferentino, explique que ce n'est pas un enfant mais une personne,.

## À voir